# Casama griseola
Casama griseola är en fjärilsart som beskrevs av Rothschild 1921. Casama griseola ingår i släktet Casama och familjen tofsspinnare. Inga underarter finns listade i Catalogue of Life.